# Адріан Марін
Адріан Марін (ісп. Adrián Marín; нар. 9 січня 1997, Торре-Пачеко) — іспанський футболіст, захисник клубу «Брага».
Виступав, зокрема, за клуби «Вільярреал», «Алавес» та «Жил Вісенте», а також юнацьку збірну Іспанії.

## Клубна кар'єра
Адріан Марін народився 9 січня 1997 року в місті Торре-Пачеко на середноземномоському узбережжі. Вихованець футбольної школи клубу «Вільярреал».
У дорослому футболі дебютував 2013 року виступами за найнижчу футбольну ланку головної команди Мурсії — «Вілларреал C», в якій провів один сезон, взявши участь у 15 матчах чемпіонату. Протягом 2013—2016 років захищав кольори команди «Вільярреал Б».
Пройшовши всі щабелі кантери мурсійського клубу, Адріан переконав представників тренерського штабу клубу «Вільярреал» включити його до основного складу команди. З 2014 року він відіграв за вільярреальський клуб наступні два сезони своєї ігрової кар'єри.
В сезоні 2016—2017 років Андріану не знайшлося місця в основі команди, тому його було віддано в оренду до «Леганеса». 13 матчів за приміський клуб Мадриду не сравили враження на його очільників і Адріана повернули до його рідного клубу.
Марін в 2017 році повернувся до рідного «Вільярреала». Цього разу йому знову не вдалося закріпитися в основі і довелося шукати новий клуб, аби продовжувати свою футбольну кар'єру.
Новим клубом Адріана Мартіна виявився «Алавес» з яким він в 2018 році підисав повноцінний контракт. Станом на 25 грудня 2018 року відіграв за баскський клуб 2 матчі в національному чемпіонаті.

## Статистика виступів

### Статистика клубних виступів
| Сезон             | Команда                | Чемпіонат         | Чемпіонат | Чемпіонат | Національний кубок | Національний кубок | Національний кубок | Континентальні кубки | Континентальні кубки | Континентальні кубки | Інші змагання | Інші змагання | Інші змагання | Усього | Усього |
| Сезон             | Команда                | Ліга              | Ігор      | Голів     | Ліга               | Ігор               | Голів              | Ліга                 | Ігор                 | Голів                | Ліга          | Ігор          | Голів         | Ігор   | Голів  |
| ----------------- | ---------------------- | ----------------- | --------- | --------- | ------------------ | ------------------ | ------------------ | -------------------- | -------------------- | -------------------- | ------------- | ------------- | ------------- | ------ | ------ |
| 2013–14           | «Вілларреал C»         | ПД                | 15        | 0         | КІ                 | -                  | -                  | -                    | -                    | -                    | -             | -             | -             | 15     | 0      |
| 2013–16           | «Вільярреал Б»         | Сегунда В         | 52        | 11        | КІ                 | -                  | -                  | -                    | -                    | -                    | -             | -             | -             | 52     | 11     |
| 2014–16           | «Вільярреал»           | ПД                | 15        | 0         | КІ                 | -                  | -                  | -                    | -                    | -                    | -             | -             | -             | 15     | 0      |
| 2016–17           | «„Леганес“» (в оренді) | ПД                | 13        | 0         | КІ                 | -                  | -                  | -                    | -                    | -                    | -             | -             | -             | 13     | 0      |
| 2017–18           | «Вільярреал»           | ПД                | 3         | 0         | КІ                 | -                  | -                  | -                    | -                    | -                    | -             | -             | -             | 3      | 0      |
| 2017–18           | Депортіво Алавес       | ПД                | 2         | 0         | КІ                 | -                  | -                  | -                    | -                    | -                    | -             | -             | -             | 2      | 0      |
| Усього за кар'єру | Усього за кар'єру      | Усього за кар'єру | 95        | 11        |                    | -                  | -                  |                      | -                    | -                    |               | -             | -             | 95     | 11     |

### Виступи за збірні
2014 року дебютував у складі юнацької збірної Іспанії, взяв участь у 9 іграх на юнацькому рівні, відзначившись 3 забитими голами.

## Титули і досягнення
- Володар Кубка португальської ліги (1):

«Брага»: 2023-24